# Cherez vse Vremena
| Críticas profissionais | Críticas profissionais |
| Avaliações da crítica  | Avaliações da crítica  |
| Fonte                  | Avaliação              |
| ---------------------- | ---------------------- |
| Darkside               | 7/10                   |

Через все времена (Através de Todos os Tempos) é o décimo segundo álbum de estúdio da banda russa de metal Aria, lançado em 25 de novembro de 2014 pela М2БА.

## Faixas
Todas as letras escritas por Margarita Pushkina, exceto onde indicadas. 
| N.º | Título                 | Título em português        | Duração |  |
| 1.  | "Через все времена"    | Através de Todos os Tempos | 5:42    |  |
| 2.  | "Город"                | Cidade                     | 7:12    |  |
| 3.  | "Блики солнца на воде" | Brilho do Sol Sobre a Água | 6:11    |  |
| 4.  | "Не сходи с ума!"      | Não Enlouqueça!            | 5:31    |  |
| 5.  | "Время затмений"       | Hora do Eclipse            | 4:30    |  |
| 6.  | "Точка невозврата"     | Beco sem Saída             | 5:11    |  |
| 7.  | "Ангелы неба"          | Anjos do Céu               | 4:49    |  |
| 8.  | "Атака мертвецов"      | Ataque dos Mortos          | 6:51    |  |
| 9.  | "Зов бездны"           | Chamada do Abismo          | 7:41    |  |
| 10. | "Бегущий человек"      | Fugitivo                   | 6:22    |  |

## Clipes
- Beco sem Saída (2015)[3]

## Funcinários

### Aria
- Mikhail Zhitnyakov – vocais
- Vladimir Holstinin – guitarra
- Sergey Popov – guitarra
- Vitaly Dubinin – baixo
- Maxim Udalov – bateria

### Outros
- Vasily Filatov – produtor, mixagem, masterização
- Margarita Pushkina – letras
- Igor Lobanov – letras, arte da capa
- Alexander Yelin – letra